# Lutjanus synagris
Lutjanus synagris is een straalvinnige vis uit de familie van de snappers (Lutjanidae) en behoort derhalve tot de orde van de baarsachtigen (Perciformes). De vis kan maximaal 60 cm lang en 3530 gram zwaar worden. De hoogst geregistreerde leeftijd is tien jaar.

## Leefomgeving
Lutjanus synagris is een zoutwatervis. De vis prefereert een subtropisch klimaat en leeft hoofdzakelijk in de Atlantische Oceaan. De diepteverspreiding is 10 tot 400 m onder het wateroppervlak.

## Relatie tot de mens
Lutjanus synagris is voor de visserij van aanzienlijk commercieel belang. In de hengelsport wordt weinig op de vis gejaagd. De soort kan worden bezichtigd in sommige openbare aquaria.
Voor de mens is Lutjanus synagris potentieel gevaarlijk, omdat er vermeldingen van ciguatera-vergiftiging zijn geweest.